# Баревелд
Баревелд (нід. Bareveld, нід. вимова: [ˈbaː.rəˌvɛlt]) — село в Нідерландах. Розташоване безпосередньо на міжпровінційному кордоні і його територія розділена між муніципалітетом А-ен-Гюнзе провінції Дренте та муніципалітетом Вендам провінції Гронінген.